# Močenok
Močenok este o comună slovacă, aflată în districtul Šaľa din regiunea Nitra. Localitatea se află la altitudinea de 130 m deasupra n.m., se întinde pe o suprafață de 46,39 km2 și în 2017 număra 4.305 locuitori.

## Istoric
Localitatea Močenok este atestată documentar din 1113.

## Demografie
| An:                | 1994 | 2004   | 2014   | 2024   |
| ------------------ | ---- | ------ | ------ | ------ |
| Număr de persoane: | 4246 | 4319   | 4288   | 4306   |
| Diferență:         |      | +1,71% | −0,71% | +0,41% |

| An:                | 2023 | 2024   |
| ------------------ | ---- | ------ |
| Număr de persoane: | 4316 | 4306   |
| Diferență:         |      | −0,23% |